# Sphingicampa unimacula
Sphingicampa unimacula är en fjärilsart som beskrevs av Paul Dognin 1916. Sphingicampa unimacula ingår i släktet Sphingicampa och familjen påfågelsspinnare. Inga underarter finns listade i Catalogue of Life.